# PFK Levszki Szofija
A Levszki Szofija, vagy Levszki Szófia (bolgárul: Професионален Футболен Клуб Левски София, magyar átírásban: Profeszionalen Futbolen Klub Levszki Szofija) egy bolgár labdarúgócsapat, székhelye Szófiában található, jelenleg a bolgár élvonalban szerepel.
A Levszki az egyik legsikeresebb bolgár klub, mely 26 alkalommal nyerte meg a bolgár bajnokságot, 26 alkalommal hódította el a bolgár kupát, illetve 2 alkalommal diadalmaskodott a bolgár szuperkupa döntőjében. Háromszor jutott el a kupagyőztesek Európa-kupája negyeddöntőjébe, kétszer szerepelt az UEFA-kupa negyeddöntőjében, illetve egyszer bejutott az Bajnokok Ligája csoportkörébe is.

## Sikerei

### Nemzeti
- Bolgár bajnok:

26 alkalommal (1933, 1937, 1942, 1946, 1947, 1949, 1950, 1953, 1965, 1968, 1970, 1974, 1977, 1979, 1984, 1985, 1988, 1993, 1994, 1995, 2000, 2001, 2002, 2006, 2007, 2009)
- Bolgárkupa-győztes:

26 alkalommal (1942, 1946, 1947, 1949, 1950, 1956, 1957, 1959, 1967, 1970, 1971, 1976, 1977, 1979, 1982, 1984, 1986, 1991, 1992, 1994, 1998, 2000, 2002, 2003, 2005, 2007) - bolgár rekord
- Bolgár szuperkupa-győztes:

2 alkalommal (2005, 2007)

## Eredményei

### Európaikupa-szereplés

#### Összesítve
| Kupa                               | J   | Gy | D  | V  | Rg  | Kg  |
| ---------------------------------- | --- | -- | -- | -- | --- | --- |
| Bajnokok Ligája                    | 32  | 8  | 9  | 15 | 32  | 38  |
| Bajnokcsapatok Európa-kupája (BEK) | 20  | 4  | 4  | 12 | 30  | 40  |
| Kupagyőztesek Európa-kupája (KEK)  | 36  | 14 | 5  | 17 | 70  | 55  |
| UEFA-kupa                          | 76  | 28 | 18 | 30 | 104 | 103 |
| Összesítve                         | 164 | 54 | 36 | 74 | 236 | 236 |

#### Szezonális bontásban

##### Bajnokok Ligája és bajnokcsapatok Európa-kupája
| Idény     | Forduló         | Klub                     | 1. mérk. | 2. mérk. | Össz. |
| --------- | --------------- | ------------------------ | -------- | -------- | ----- |
| 1965–1966 | 1. forduló      | Djurgårdens              | 1–2      | 6–0*     | 7–2   |
| 1965–1966 | 2. forduló      | Benfica                  | 2–2*     | 2–3      | 4–5   |
| 1970–1971 | 1. forduló      | Austria Wien             | 3–1*     | 0–3      | 3–4   |
| 1974–1975 | 1. forduló      | Újpesti Dózsa            | 0–3*     | 1–4      | 1–7   |
| 1977–1978 | 1. forduló      | Śląsk Wrocław            | 3–0*     | 2–2      | 5–2   |
| 1977–1978 | 2. forduló      | Ajax                     | 1–2*     | 1–2      | 2–4   |
| 1979–1980 | 1. forduló      | Real Madrid              | 0–1*     | 0–2      | 0–3   |
| 1984–1985 | 1. forduló      | VfB Stuttgart            | 1–1*     | 2–2      | 3–3   |
| 1984–1985 | 2. forduló      | Dnyepro Dnyepropetrovszk | 3–1*     | 0–2      | 3–3   |
| 1988–1989 | 1. forduló      | AC Milan                 | 0–2*     | 2–5      | 2–7   |
| 1993–1994 | 1. forduló      | Rangers                  | 2–3      | 2–1*     | 4–4   |
| 1993–1994 | 2. forduló      | Werder Bremen            | 2–2*     | 0–1      | 2–3   |
| 2000–2001 | 1. selejtezőkör | F91 Dudelange            | 4–0      | 2–0*     | 6–0   |
| 2000–2001 | 2. selejtezőkör | Beşiktaş                 | 0–1      | 1–1*     | 1–2   |
| 2001–2002 | 1. selejtezőkör | Željezničar              | 4–0*     | 0–0      | 4–0   |
| 2001–2002 | 2. selejtezőkör | Brann                    | 0–0*     | 1–1      | 1–1   |
| 2001–2002 | 3. selejtezőkör | Galatasaray              | 0–3      | 0–2*     | 0–5   |
| 2002–2003 | 2. selejtezőkör | Skonto                   | 0–0      | 2–0*     | 2–0   |
| 2002–2003 | 3. selejtezőkör | Dinamo Kijiv             | 0–1*     | 0–1      | 0–2   |
| 2006–2007 | 2. selejtezőkör | Szioni Bolniszi          | 2–0*     | 2–0      | 4–0   |
| 2006–2007 | 3. selejtezőkör | Chievo                   | 2–0*     | 2–2      | 4–2   |
| 2006–2007 | Csoportkör      | Barcelona                | 0–5      | 0–5      | 0–5   |
| 2006–2007 | Csoportkör      | Chelsea                  | 1–3*     | 1–3*     | 1–3*  |
| 2006–2007 | Csoportkör      | Werder Bremen            | 0–2      | 0–2      | 0–2   |
| 2006–2007 | Csoportkör      | Werder Bremen            | 0–3*     | 0–3*     | 0–3*  |
| 2006–2007 | Csoportkör      | Chelsea                  | 0–2      | 0–2      | 0–2   |
| 2006–2007 | Csoportkör      | Barcelona                | 0–2*     | 0–2*     | 0–2*  |
| 2007–2008 | 2. selejtezőkör | Tampere United           | 0–1      | 0–1*     | 0–2   |
| 2008–2009 | 3. selejtezőkör | BATE Bariszav            | 0–1*     | 1–1      | 1–2   |

##### Kupagyőztesek Európa-kupája
| Idény     | Forduló     | Klub                  | 1. mérk. | 2. mérk. | Össz. |
| --------- | ----------- | --------------------- | -------- | -------- | ----- |
| 1967–1968 | 1. forduló  | AC Milan              | 1–5      | 1–1*     | 2–6   |
| 1969–1970 | 1. forduló  | ÍBV                   | 4–0      | 4–0*     | 8–0   |
| 1969–1970 | 2. forduló  | St. Gallen            | 4–0*     | 0–0      | 4–0   |
| 1969–1970 | Negyeddöntő | Górnik Zabrze         | 3–2*     | 1–2      | 4–4   |
| 1971–1972 | 1. forduló  | Sparta Rotterdam      | 1–1*     | 0–2      | 1–3   |
| 1976–1977 | 1. forduló  | Lahden Reipas         | 12–2*    | 7–1      | 19–3  |
| 1976–1977 | 2. forduló  | Boavista              | 1–3      | 2–0*     | 3–3   |
| 1976–1977 | Negyeddöntő | Atlético Madrid       | 2–1*     | 0–2      | 2–3   |
| 1986–1987 | 1. forduló  | B 1903                | 0–1      | 2–0*     | 2–1   |
| 1986–1987 | 2. forduló  | Velež Mostar          | 2–0*     | 3–4      | 5–4   |
| 1986–1987 | Negyeddöntő | Real Zaragoza         | 0–2      | 0–2*     | 0–4   |
| 1987–1988 | 1. forduló  | ÓFI                   | 1–0*     | 1–3      | 2–3   |
| 1991–1992 | 1. forduló  | Ferencváros           | 2–3*     | 1–4      | 3–7   |
| 1993–1994 | 1. forduló  | Luzern                | 2–1*     | 0–1      | 2–2   |
| 1996–1997 | Selejtező   | Olimpija Ljubljana    | 0–1      | 1–0*     | 1–1   |
| 1997–1998 | Selejtező   | Slovan Bratislava     | 1–1*     | 1–2      | 2–3   |
| 1998–1999 | Selejtező   | Lakamativ-96 Vicebszk | 8–1*     | 1–1      | 9–2   |
| 1998–1999 | 1. forduló  | FC København          | 0–2*     | 1–4      | 1–6   |

Megj.:
- *: hazai pályán
- Össz.: Összesítésben

## Játékosok

### Jelenlegi keret
2009. június 21. szerint.
| #  |          | Poszt | Név                 |
| -- | -------- | ----- | ------------------- |
| 1  | Bulgária | K     | Georgi Petkov (csk) |
| 2  | Bulgária | V     | Viktor Genev        |
| 3  | Bulgária | V     | Zsivko Milanov      |
| 4  | Bulgária | KP    | Georgi Csakarov     |
| 5  | Marokkó  | V     | Júszef Rábeh        |
| 6  | Marokkó  | KP    | Rasíd Tíberkánín    |
| 8  | Bulgária | KP    | Georgi Szarmov      |
| 9  | Bulgária | CS    | Georgi Ivanov       |
| 10 | Bulgária | CS    | Hriszto Jovov       |
| 11 | Bulgária | CS    | Georgi Hrisztov     |
| 12 | Bulgária | K     | Bozsidar Mitrev     |
| 14 | Bulgária | V     | Veszelin Minev      |
| 15 | Marokkó  | V     | Szakíb Benzukán     |
| 16 | Bulgária | KP    | Marian Ognyanov     |
| 17 | Bulgária | KP    | Georgi Nedjalkov    |

| #  |            | Poszt | Név                   |
| -- | ---------- | ----- | --------------------- |
| 19 | Bulgária   | CS    | Ivan Cacsev           |
| 20 | Brazília   | KP    | Joãozinho             |
| 21 | Brazília   | CS    | Zé Soares             |
| 22 | Macedónia  | KP    | Darko Taszevski       |
| 23 | Csehország | V     | David Bystroň         |
| 24 | Bulgária   | CS    | Nikolaj Dimitrov      |
| 25 | Brazília   | V     | Lúcio Wagner          |
| 27 | Bulgária   | CS    | Enyo Krasztovcsev     |
| 28 | Bulgária   | CS    | Iszmail Isza Musztafa |
| 30 | Bulgária   | KP    | Lacsezar Baltanov     |
| 31 | Bulgária   | K     | Cvetan Dimitrov       |
| 45 | Bulgária   | KP    | Vladimir Gadzsev      |
| 55 | Bulgária   | V     | Jordánia Miliev       |
| 99 | Bulgária   | CS    | Alekszandar Kirov     |
|    | Bulgária   | CS    | Dimitar Makriev       |

### A csapatban legtöbbször szerepelt játékosok
| #   | Név                 | Időszak   | Mérk. | Gól |
| --- | ------------------- | --------- | ----- | --- |
| 1.  | Sztefan Aladzsov    | 1967–1981 | 483   | 4   |
| 2.  | Emil Szpaszov       | 1974–1990 | 415   | 111 |
| 3.  | Pavel Panov         | 1969–1981 | 383   | 177 |
| 4.  | Kiril Ivkov         | 1967–1978 | 375   | 15  |
| 5.  | Alekszandar Kosztov | 1965–1971 | 344   | 85  |
| 6.  | Hriszto Iliev       | 1954–1968 | 326   | 132 |
| 7.  | Elin Tpuzakov       | 1996–2008 | 313   | 23  |
| 8.  | Sztefan Abadzsiev   | 1953–1968 | 299   | 45  |
| 9.  | Plamen Nikolov      | 1977–1992 | 295   | 6   |
| 10. | Voin Voinov         | 1971–1981 | 295   | 50  |

### A csapatban legtöbb gólt szerző játékosok
| #   | Név                 | Időszak             | Mérk. | Gól | Gólátlag |
| --- | ------------------- | ------------------- | ----- | --- | -------- |
| 1.  | Naszko Szirakov     | 1981–1994           | 258   | 206 | 0.80     |
| 2.  | Pavel Panov         | 1969–1981           | 383   | 177 | 0.46     |
| 3.  | Georgi Aszparuhov   | 1959–1971           | 238   | 153 | 0.64     |
| 4.  | Georgi Ivanov       | 1997–               | 204   | 122 | 0.60     |
| 6.  | Emil Szpaszov       | 1974–1990           | 415   | 111 | 0.27     |
| 7.  | Dimitar Jordanov    | 1956–1965           | 207   | 104 | 0.50     |
| 8.  | Miso Velcsev        | 1981–1987           | 169   | 102 | 0.60     |
| 9.  | Georgi Szokolov     | 1958–1969           | 237   | 83  | 0.35     |
| 10. | Alekszandar Kosztov | 1955–1960 1961–1971 | 281   | 65  | 0.23     |

## Híresebb vezetőedzők
| - Ivan Radoev - Dimitar Mutafcsiev - Georgi Pacsedziev - Rudolf Vitlacil - Kraszimir Csakarov - Jordan Arszov |  | - Ivan Vucov - Dobromir Zsecsev - Vaszil Metodiev - Kiril Ivkov - Pavel Panov - Georgi Vaszilev |  | - Vjacseszlav Hroznij - Vlagyimir Fedotov - Ljupko Petrović - Dimitar Dimitrov - Rudiger Abramczik - Slavoljub Muslin - Sztanimir Sztoilov |

## Külső hivatkozások
- A Levszki Szofija hivatalos honlapja (bolgárul)
- A Levszki Szofija adatlapja az uefa.com-on (angolul)